# Laurits Larsen
Laurits Larsen (n. 8 aprilie 1872, Skelby parish⁠(d), regiunea Sjælland, Danemarca – d. 28 iunie 1949) a fost un trăgător de tir ce a reprezentat Danemarca, medaliat olimpic. A participat la o ediție a Jocurilor Olimpice (1912) în care a câștigat o medalie de bronz.